# Triclis rufescens
Triclis rufescens là một loài ruồi trong họ Asilidae. Triclis rufescens được Austen miêu tả năm 1914. Loài này phân bố ở vùng Cổ Bắc giới.